# Tomasz Skokan
Tomasz Skokan (ur. 22 czerwca 1998 w Sanoku) – polski hokeista.

## Kariera
- HK Poprad U18 (2013-2015)
- STS Sanok (2015-2016)
  -  STS Sanok U20 (2015-2016)
  -  SMS U20 (2015)
- Kalkaska Rhinos (2016-2017)
- Tauron KH GKS Katowice (2018-2020)
- Ciarko STS Sanok (2020-2021)
- Re-Plast Unia Oświęcim (2021/2022)
- UKH Unia Oświęcim (2021/2022)
- UHT Sabers Oświęcim (2021/2022)
- Streatham IHC (2022-)

Przez dwa sezony występował w słowackiej lidze juniorskiej do lat 18 w barwach zespołu klubu HK Poprad. Od 2015 zawodnik seniorskiej drużyny STS Sanok w rozgrywkach Polskiej Hokej Ligi. Od stycznia 2016 zawodnik drużyny Kalkaska Rhinos z Michigan (w amerykańskiej lidze juniorskiej United States Premier Hockey League, USPHL Mid-West), prowadzonej przez Krzysztofa Oliwę. W sezonie 2016/2017 grał w barwach tej drużyny w lidze USP3HL. W sierpniu 2017, przed sezonem rozgrywek USPHL Premier 2017/2018 został wybrany kapitanem swojej drużyny, zostając tym samym pierwszym urodzonym w Polsce zawodnikiem pełniącym tę rolę w zespole rozgrywek juniorskich w hokeju na lodzie w Stanach Zjednoczonych. W styczniu 2018 został zawodnikiem Tauron GKS Katowice. Po sezonie przedłużył kontrakt z katowickim klubem. Po sezonie 2018/2019 podpisał trzyletnią umowę z klubem. Przed edycją PHL 2019/2020 odniósł kontuzję kolana. Wskutek tego był wyłączony z gry w tym sezonie, a po jego zakończeniu 16 lipca 2020 został przedstawiony jako zawodnik reaktywowanego klubu STS Sanok, powracającego po czterech latach przerwy do występów w PLH edycji 2020/2021. Po sezonie 2020/2021 odszedł z klubu. W sezonie PHL 2021/2022 został zaangażowany przez Re-Plast Unia Oświęcim. W czerwcu 2022 został zakontraktowany przez angielski klub Streatham IHC.
W barwach reprezentacji Polski do lat 18 uczestniczył w turnieju mistrzostw świata juniorów do lat 18 w 2016 (Dywizja IIA). W barwach reprezentacji Polski do lat 20 uczestniczył w turniejach mistrzostw świata juniorów do lat 20 w 2016, 2017, 2018 (Dywizja IB).
Podjął występy w Sanockiej Lidze Unihokeja w barwach drużyny TG „Sokół” Sanok.

## Sukcesy
Reprezentacyjne
- Awans do mistrzostw świata juniorów do lat 18 Dywizji I Grupy B: 2016

Klubowe
- Srebrny medal mistrzostw Polski: 2018 z Tauron KH GKS Katowice
- Brązowy medal mistrzostw Polski: 2019 z Tauron KH GKS Katowice

Indywidualne
- Mistrzostwa świata do lat 18 w hokeju na lodzie mężczyzn 2016/II Dywizja#Grupa A:
  - Trzecie miejsce w klasyfikacji asystentów wśród obrońców turnieju: 4 asysty[14]
  - Trzecie miejsce w klasyfikacji kanadyjskiej wśród obrońców turnieju: 5 punktów
- Mistrzostwa Świata Juniorów w Hokeju na Lodzie 2017/I Dywizja#Grupa B:
  - Pierwsze miejsce w klasyfikacji asystentów wśród obrońców turnieju: 4 asysty
  - Trzecie miejsce w klasyfikacji kanadyjskiej wśród obrońców turnieju: 4 punkty[15]
  - Piąte miejsce w klasyfikacji asystentów turnieju: 4 asysty[16]